# Gabinete Duclerc
O Gabinete Duclerc foi o ministério formado por Charles Duclerc em 07 de agosto de 1882 e dissolvido em 28 de janeiro de 1883. Foi o 18º gabinete da Terceira República Francesa, sendo antecedido pelo Gabinete Freycinet II e sucedido pelo Gabinete Fallières.

## Contexto
Charles Duclerc, ex-ministro da Segunda República Francesa, formou um governo de republicanos moderados (ou oportunistas), sem líderes de prestígio. Externamente, seu governo não conseguiu impedir a tomada do Egito e do Canal de Suez pelos britânicos. Internamente, foi confrontado com os protestos dos trabalhadores em Montceau-les-Mines e enfraquecido por um manifesto bonapartista encabeçado por Napoleão José Bonaparte.
Após um desentendimento com seu ministro do Interior, Armand Fallières, sobre a exclusão de membros das antigas famílias governantes do emprego civil ou militar, Duclerc apresentou a renúncia do gabinete ao Presidente da República, Jules Grévy. No dia seguinte, Fallières foi nomeado Presidente do Conselho de Ministros.

## Composição

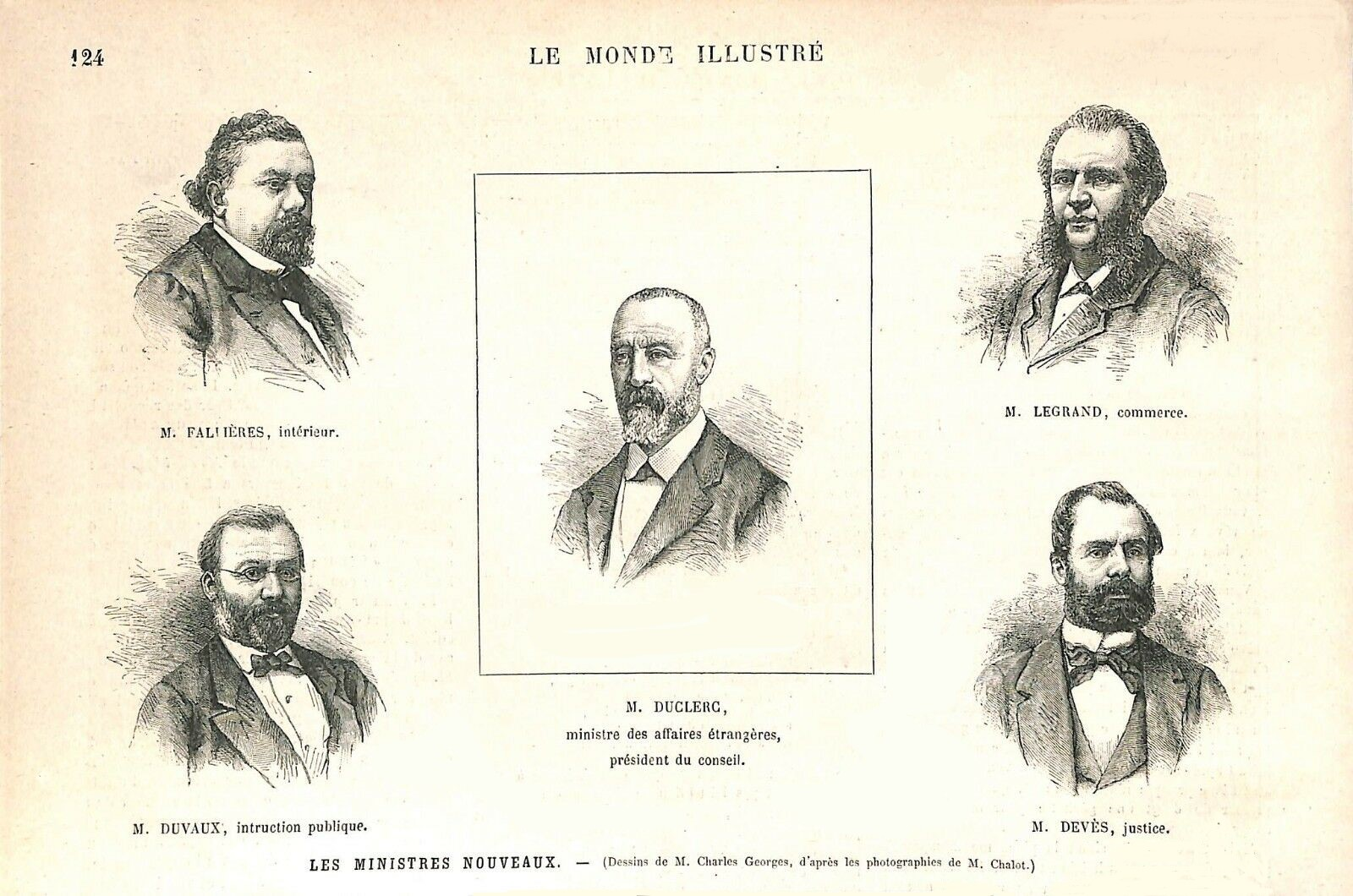
O Gabinete Duclerc em ilustração de 1882.

- Presidente da República: Jules Grévy
- Presidente do Conselho de Ministros: Charles Duclerc
- Ministro dos Estrangeiros: Charles Duclerc
- Guardião dos Selos, Ministro da Justiça e Cultos: Paul Devès
- Ministro do Interior: Armand Fallières (o Ministério irá incorporar a pasta dos Cultos a partir de setembro de 1882)
- Ministro da Guerra: Jean-Baptiste Billot
- Ministro das Finanças: Pierre Tirard
- Ministro da Marinha e das Colônias: Jean Jauréguiberry
- Ministro da Instrução Pública e Belas Artes: Jules Duvaux
- Ministro das Obras Públicas: Anne-Charles Hérisson
- Ministro da Agricultura: François de Mahy
- Ministro do Comércio: Pierre Legrand
- Ministro dos Correios e Telégrafos: Adolphe Cochery